# V de Vingança (filme)
V for Vendetta (bra/prt: V de Vingança) é um filme de ação e suspense de 2005, dirigido por James McTeigue e produzido por Joel Silver e pelas irmãs Wachowski, que também escreveram o roteiro. É uma adaptação da série de quadrinhos de mesmo nome de Alan Moore e David Lloyd, publicada pela DC Comics sob a sua marca Vertigo.
Situado em Londres, em uma sociedade distópica num futuro próximo, Natalie Portman estrela como Evey, uma garota da classe trabalhadora que deve determinar se o seu herói se tornou a grande ameaça contra quem está lutando. Hugo Weaving interpreta V, um carismático defensor da liberdade disposto a se vingar daqueles que o desfiguraram. Stephen Rea vive um detetive que inicia uma busca desesperada para capturar V antes que ele inicie uma revolução.
O filme foi originalmente programado para ser lançado pela Warner Bros em 4 de novembro de 2005 (um dia antes do 400º aniversário da Noite de Guy Fawkes), mas foi adiado, e estreou em 17 de março de 2006. As críticas foram positivas e os ganhos de bilheteria mundial alcançaram mais de 132 milhões de dólares, mas Alan Moore, depois de ter ficado desapontado com as adaptações cinematográficas de dois de seus outros romances gráficos, Do Inferno e A Liga Extraordinária, recusou-se a ver o filme e, posteriormente, distanciou-se dele. Os cineastas removeram muitos dos temas anarquistas e as referências a drogas que estavam na história original e também alteraram a mensagem política para o que eles acreditavam que seria mais relevante para um público de 2006.

## Enredo
No final da década de 2020, o mundo está em crise e em guerra; os Estados Unidos não são mais uma superpotência como consequência de uma guerra civil, enquanto uma pandemia mortal do "vírus de Santa Maria" assola o continente europeu. O Reino Unido permanece como um dos poucos países estáveis sob um regime fascista e totalitário do partido Fogo Nórdico (Norsefire), comandado pelo Alto Chanceler Adam Sutler. Opositores políticos, homossexuais e outros "indesejáveis" são presos e enviados para campos de concentração. Evey Hammond, uma mulher que trabalha na rede estatal de televisão britânica, durante uma tentativa de estupro por membros da polícia secreta, conhecidos como "Os Homens-Dedo", é resgatada por um vigilante com uma máscara de Guy Fawkes e que é conhecido como "V". Ele a leva a um telhado para assistir a destruição do edifício Old Bailey, em Londres, que ele mesmo causou. O Fogo Nórdico rapidamente explica o incidente como uma "demolição de emergência" de um edifício estruturalmente instável, porém, logo V interrompe as transmissões da televisão estatal para assumir a responsabilidade pelo ato. Ele exorta o povo britânico a se levantar contra seu governo e encontrá-lo em um ano, no dia 5 de novembro, em frente às Casas do Parlamento, edifício que ele promete destruir nessa data. Evey ajuda V a escapar da sede da emissora de TV, mas é nocauteada no processo.
V leva Evey para seu covil, a Galeria das Sombras, onde diz que ela deve ficar escondida até o dia 5 de novembro, a Noite de Guy Fawkes, do ano seguinte. Depois de saber que V está assassinando funcionários do governo, ela foge para a casa de seu chefe, o comediante e apresentador de talk show Gordon Deitrich. Em retorno por Evey ter confiado sua segurança a ele, Deitrich revela uma coleção de materiais proibidos pelo governo, como pinturas subversivas, um alcorão antigo e fotografias homoeróticas de Robert Mapplethorpe. Deitrich, que é homossexual, explica que ele tem de esconder sua verdadeira sexualidade para manter a sua carreira na televisão. Depois que Gordon faz uma sátira do governo em seu programa de televisão, a sua casa é invadida por agentes do governo e Evey é capturada enquanto tentava escapar. Ela é presa e torturada por dias, com o objetivo de obter informações sobre o paradeiro de V; seu único consolo aparece quando ela encontra em sua cela notas escritas em um pedaço de papel higiênico por uma outra prisioneira, uma atriz chamada Valerie Page, que foi presa por ser homossexual.
Embora Evey inicialmente odeie V pelo que ele fez com ela, ela percebe que é uma pessoa mais forte do que era antes da prisão. Ela deixa V com a promessa de voltar antes do dia 5 de novembro.
O Finch finalmente percebe que o programa, dirigido pelo então subsecretário Adam Sutler, resultou na criação do "vírus de Santa Maria" e no seu lançamento durante um ataque terrorista de falsa bandeira contra a população civil. A morte de 80 mil pessoas e o medo resultante disso permitiu que o partido Fogo Nórdico alcançasse apoio popular suficiente para ganhar as eleições seguintes, depois de silenciar toda a oposição e transformar o Reino Unido em um Estado policial totalitário.
Conforme o dia 5 de novembro se aproxima, a distribuição de milhares de máscaras de Guy Fawkes por V começa a provocar o caos no Reino Unido e a população começa a questionar o governo do Fogo Nórdico. Na véspera do dia 5, Evey visita V, que mostra a ela um trem carregado de explosivos no sistema do metrô de Londres, que está desativado, para destruir o Parlamento. Ele deixa Evey decidir se usará ou não os explosivos, acreditando ser incapaz de tomar tal decisão. V sai para falar com Creedy, o chefe da polícia secreta, fazendo um acordo com Creedy para entregar Sutler em troca de sua rendição. Quando Creedy executa Sutler no momento em que V assiste, V se recusa a se render e é baleado pelos guarda-costas de Creedy. V sobrevive, em parte graças a uma armadura escondida embaixo de sua roupa, e mata Creedy e seus homens. Mortalmente ferido, V retorna para Evey para agradecê-la e admite que está apaixonado por ela antes de morrer em seus braços.
Enquanto Evey coloca o corpo de V a bordo do trem, ela é encontrada por Finch. Depois de ter aprendido muito sobre a corrupção do regime do Fogo Nórdico, Finch permite que Evey envie o trem para o Parlamento. Centenas de milhares de londrinos, todos desarmados e vestindo a máscara de Guy Fawkes, marcham até o Parlamento para assistir à explosão. Com Sutler e Creedy mortos, ninguém é deixado para dar a ordem de fogo, os militares ficam impotentes em meio a uma rebelião civil. Acompanhado pela Abertura 1812, de Tchaikovsky, o Parlamento e o Big Ben explodem e são destruídos enquanto Evey e Finch olham. Finch então pergunta a Evey qual era a identidade de V, ao que ela responde: "Ele era Edmond Dantès. Era meu pai, minha mãe, meu irmão, meu amigo. Ele era eu, era você, era todos nós."

## Elenco

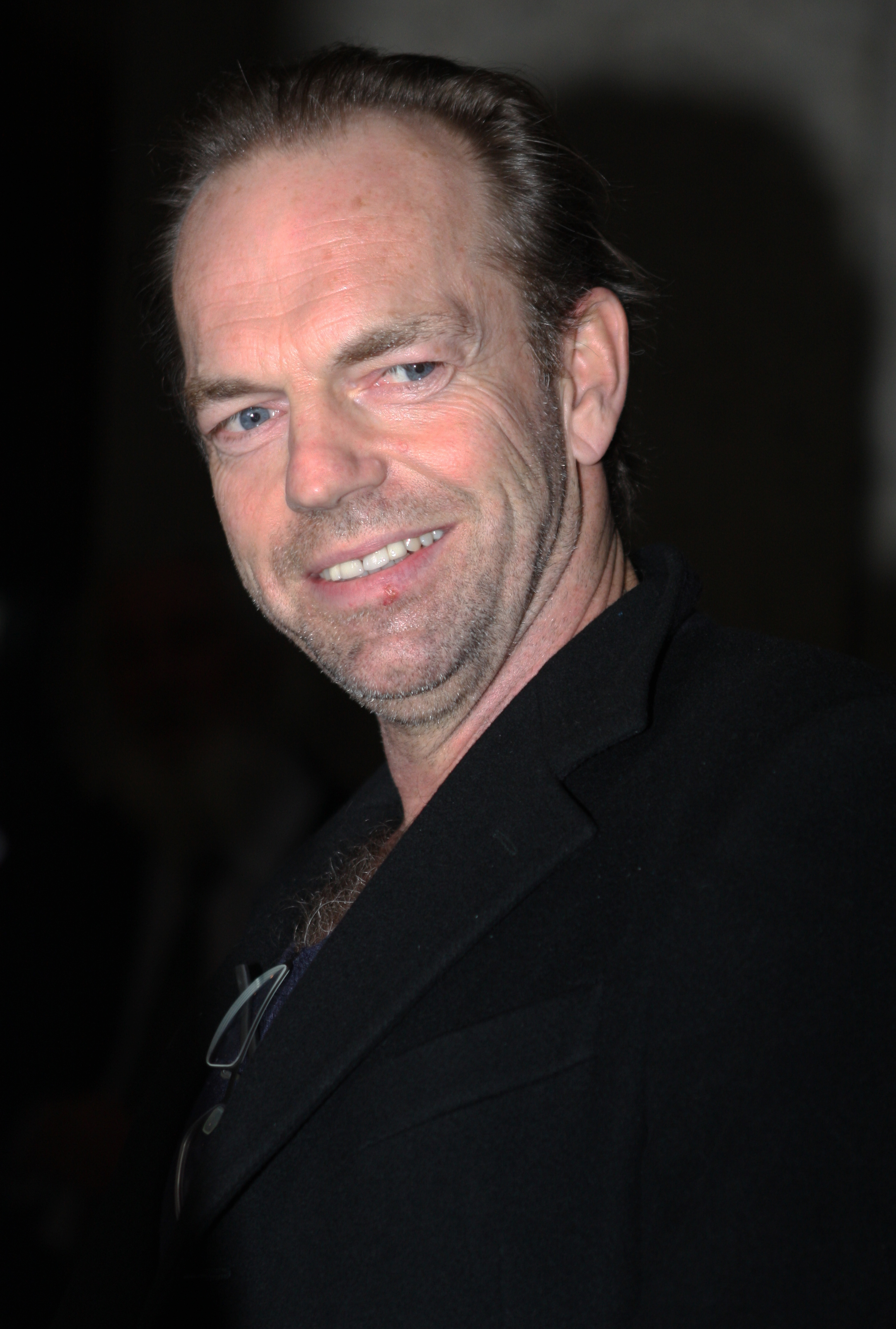
O ator Hugo Weaving em 2012. Ele interpretou o personagem V no filme mantendo sua face escondida pela máscara.

- Hugo Weaving como V: Um defensor da liberdade carismático e habilidoso que foi alvo de experimentos forçados pelo partido Fogo Nórdico. James Purefoy foi originalmente escalado como V, mas deixou as gravações após seis semanas de filmagens, citando dificuldades com a máscara durante todo o filme.[11] Ele foi substituído por Weaving, que já havia trabalhado com Joel Silver e as irmãs Wachowski na série Matrix.

- Natalie Portman como Evey Hammond: O diretor James McTeigue conheceu Portman no set de Star Wars Episódio II: O Ataque dos Clones, onde trabalhou com ela como assistente de direção. Na preparação para o papel, Portman trabalhou com dialetologista Barbara Berkery para conseguir desenvolver um sotaque britânico. Ela também estudou filmes como The Weather Underground e leu a autobiografia de Menachem Begin.[12] O papel de Portman no filme tem paralelos com seu papel como Mathilda Lando no filme Léon.[13] De acordo com Portman: "A relação entre V e Evey tem uma complicação [como] a relação no filme." Portman também teve sua cabeça raspada na tela durante uma cena em que sua personagem é torturada.[14]

- Stephen Rea como Eric Finch: é o investigador-chefe na busca por V, mas que, durante a sua investigação, descobre um crime indizível cometido pelo governo. Quando perguntado se a política o atraiu para o filme, Rea respondeu: "Bem, eu não acho que seria muito interessante se fosse apenas material de quadrinhos. A política é o que lhe confere a sua dimensão e dinamismo, e  é claro que eu estava interessado em política. Por que não estaria?"[15]

- John Hurt como Alto Chanceler Adam Sutler: Um antigo membro conservador do parlamento britânico e Sub-Secretário de Defesa, o chanceler Sutler é o fundador do partido Fogo Nórdico e o ditador de facto do Reino Unido. Hurt desempenhou um papel contrário ao de outro filme distópico: o personagem Winston Smith, uma vítima de um Estado opressor na adaptação cinematográfica do livro Mil Novecentos e Oitenta e Quatro, de George Orwell.[16][17]

Stephen Fry interpreta Gordon Deitrich, um homossexual enrustido e apresentador de TV. Quando perguntado em uma entrevista se ele gostava do papel, Fry respondeu: "Ser espancado, eu não tinha sido espancado em um filme antes e eu estava muito animado com a ideia de ser espancado até a morte." Também estão incluídos no elenco Tim Pigott-Smith como Peter Creedy, o líder do partido Fogo Nórdico e o chefe da polícia secreta da Grã-Bretanha (a "Finger"); Rupert Graves como Dominic Stone, tenente do inspetor Finch; Roger Allam como Lewis Prothero, um propagandista do Fogo Nórdico; John Standing como Anthony James Lilliman, um bispo corrupto da Abadia de Westminster, e Sinéad Cusack como Dra. Delia Surridge, a ex-médica-chefe do centro de detenção de Larkhill, agora uma médica legista. Natasha Wightman interpreta Valerie Page, uma atriz lésbica presa por sua orientação sexual. Imogen Poots interpreta Valerie quando criança.

### Referências

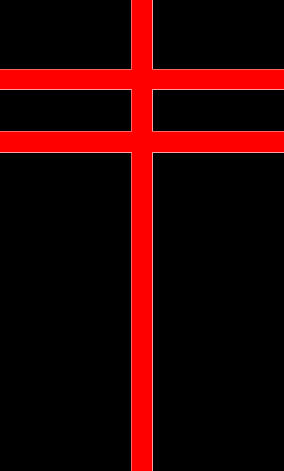
Símbolo do partido "Fogo Nórdico"

## Temática

### Letra V e número 5

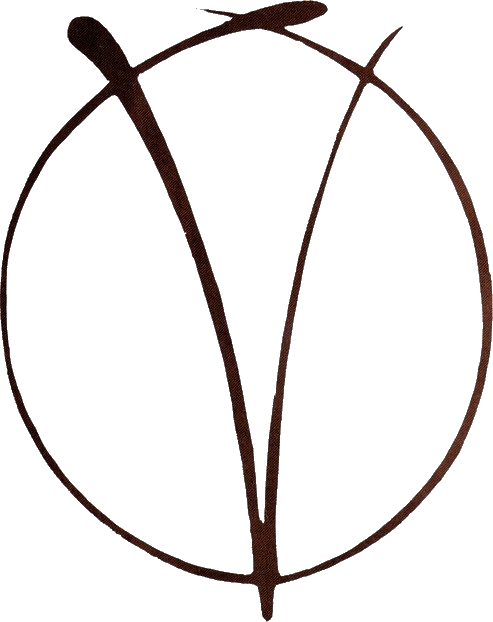
Símbolo do personagem V.

Da mesma forma que o romance gráfico, há repetidas referências à letra "V" e ao número cinco ao longo do filme. Por exemplo, a introdução de V para Evey é um monólogo, contendo 48 palavras que começam com a letra "V" e um total de 52 letras V. Quando Evey diz a V seu nome, ele repete lentamente como "E. .. V". No nome de Evey, a letra "E" é a quinta letra do alfabeto, "V" é a quinta letra a partir do fim do alfabeto e é o numeral romano para cinco e a letra Y é a 25ª letra do alfabeto; 25, sendo 5 ao quadrado. Em latim, o nome fonético de Evey significa "saída V", o personagem V reconhece isso, sabendo que este evento começou a reação em cadeia de eventos que vai acabar em sua morte. Durante sua prisão em Larkhill, V foi preso na cela "V", como o foi Evey durante sua prisão falsa. Na explosão envolvendo o Old Bailey, os fogos de artifício formam uma configuração de um V vermelho, completado por um fogo de artifício circular, assemelhando-se, assim, não apenas ao V, mas ao logotipo de V for Vendetta. É revelado que a frase favorita de V é "Pelo poder da verdade, eu, enquanto vivo, conquistei o universo", uma tradução da frase latina: "Vi veri veniversum vivus vici". ("Vniversum" é escrito com um U, mas em latim antigo, a letra "U" era escrita como um "V"). Em uma dança com Evey, a canção que V escolhe é o número cinco na sua jukebox. Na verdade, todas as músicas são canção número cinco. Quando V confronta Creedy em sua estufa, ele toca a Sinfonia n.º 5, de Ludwig van Beethoven, cujas notas de abertura tem um padrão rítmico que se assemelha a letra "V" em código Morse (•••–). O próprio título do filme é uma referência ao gesto "V for Victory". Quando V espera a noite cair, ele arranja um padrão complexo de dominós pretos e vermelhos, que forma o logotipo V. Na sequência, durante a vista dos vagões de trem, os trilhos formam a letra V. Em uma cena em um viaduto de Londres, perto do final do filme, o Big Ben é mostrado, com o ponteiro das horas apontando para 11 horas e o ponteiro dos minutos em 1, formando um "V". Quando o tempo é lido, ele mostra 11:05, outra referência 11-5, ou 5 de novembro. Na batalha com Creedy e seus homens na Estação Victoria, ele usa cinco de seus seis punhais e forma um "V" com os seus punhais pouco antes de lançá-los. Quando V lança dois de seus punhais para os homens em cada lado de Creedy, os punhais formam uma forma de "V" cinco vezes ao girar pelo ar. Depois que V mata seus homens, Creedy atira cinco vezes contra V. Depois da batalha, quando V é mortalmente ferido, ele deixa uma assinatura "V" em seu próprio sangue. A destruição do Parlamento do Reino Unido resulta em fogos de artifício que formam a letra "V", que é também um invertido A no Círculo, um símbolo comumente usado pelos anarquistas.
Muitos críticos de cinema, comentaristas políticos e outros membros dos meios de comunicação também observaram inúmeras referências do filme aos acontecimentos que envolveram o então presidente George W. Bush, dos Estados Unidos. Estes incluem os "sacos pretos", usados pelos prisioneiros em Larkhill, uma referência aos sacos pretos usados pelos prisioneiros na prisão de Abu Ghraib, no Iraque e em Prisão de Guantánamo, em Cuba, embora rascunhos do roteiro pré-The Matrix também contenha esta referência. No filme, a cidade de Londres está sob "código amarelo", um alerta de toque de recolher semelhante ao código de cores do Homeland Security Advisory System, do governo dos Estados Unidos. Um dos itens proibidos no porão secreto de Gordon é um cartaz de protesto com a bandeira mista dos Estados Unidos e do Reino Unido com uma suástica e o título "Coalizão da Boa Vontade, ao Poder", que combina referências à "Coalizão da Boa Vontade", na Guerra do Iraque, com o conceito de Friedrich Nietzsche de vontade de poder. Assim como há o uso do termo "rendição" no filme, em referência à forma como o regime elimina os indesejáveis da sociedade.

"O povo não deve temer seu Estado. O Estado deve temer seu povo."

Frase do personagem V
Existe ainda uma breve cena (durante o flashback de Valerie) que contém cenas da vida real de uma manifestação anti-guerra do Iraque, com a menção do presidente dos Estados Unidos, George W. Bush. Finalmente, o filme contém referências como a "guerra da América" e "a guerra na América começou", além de cenas reais da guerra do Iraque. O filme também faz uma breve referência às guerras no Curdistão, Síria e Sudão.
Apesar das referências específicas aos Estados Unidos, os produtores sempre se referem ao filme como uma pequena adição ao conjunto de questões muito mais amplas que o governo norte-americano. Quando James McTeigue foi perguntado se o BTN foi inspirado na Fox News Channel, McTeigue respondeu: "Sim. Mas não apenas na Fox. Todo mundo é cúmplice neste tipo de coisa. Ele poderia muito bem ser a Sky News da Grã-Bretanha, também uma parte da News Corp."

## Produção e lançamento

### Desenvolvimento
O filme foi feito por muitos dos mesmos realizadores envolvidos na série Matrix. Em 1988, o produtor Joel Silver adquiriu os direitos de duas obras de Alan Moore: V for Vendetta e Watchmen. Após o lançamento e o sucesso relativo de Road House, a escritora Hilary Henkin foi chamada para um projeto inicial - um que tem pouca, ou nenhuma, relação com o produto final, com a inclusão de elementos abertamente satíricos e surrealistas não presentes nos quadrinhos, além da remoção da ambiguidade do romance, especialmente no que se refere à identidade de V. As irmãs Wachowski eram fãs de V de Vingança e, em meados dos anos 1990, antes de trabalhar em The Matrix, escreveram um projeto de roteiro que acompanhou de perto o romance gráfico. Durante a pós-produção do segundo e do terceiro filmes de Matrix, eles revisaram o roteiro e ofereceram o cargo de diretor para James McTeigue. Todos os três estavam intrigados com temas da história original e acharam que eles eram relevantes para o atual cenário político internacional. Ao revisitar o roteiro, as irmãs Wachowski começaram a fazer revisões para condensar e modernizar a história, ao mesmo tempo em que tentaram preservar a sua integridade e temas. James McTeigue cita o filme La battaglia di Algeri como sua principal influência na preparação para dirigir o filme V de Vingança.
Moore explicitamente se desligou do filme devido à sua falta de envolvimento na sua escrita ou direção, além de uma série contínua de disputas sobre adaptações cinematográficas de suas obras. Ele terminou a cooperação com a sua editora, a DC Comics, depois de sua empresa controladora, a Warner Bros, não se retratar de declarações sobre um suposto aval de Moore para o filme. Moore disse que o roteiro continha buracos no enredo e que ia no caminho oposto ao tema de sua obra original, que era colocar dois extremos políticos (o fascismo e o anarquismo) um contra o outro. Ele afirmou que o seu trabalho tinha sido reformulado como uma história sobre o "então neoconservadorismo norte-americano vs atual liberalismo norte-americano". Por sua vontade, o nome de Moore não aparece nos créditos finais do filme. O co-criador e ilustrador David Lloyd apoia a adaptação para o cinema, comentando que o roteiro é muito bom, mas que Moore só ficaria verdadeiramente feliz com uma adaptação completa da história para os cinemas.

### Filmagens

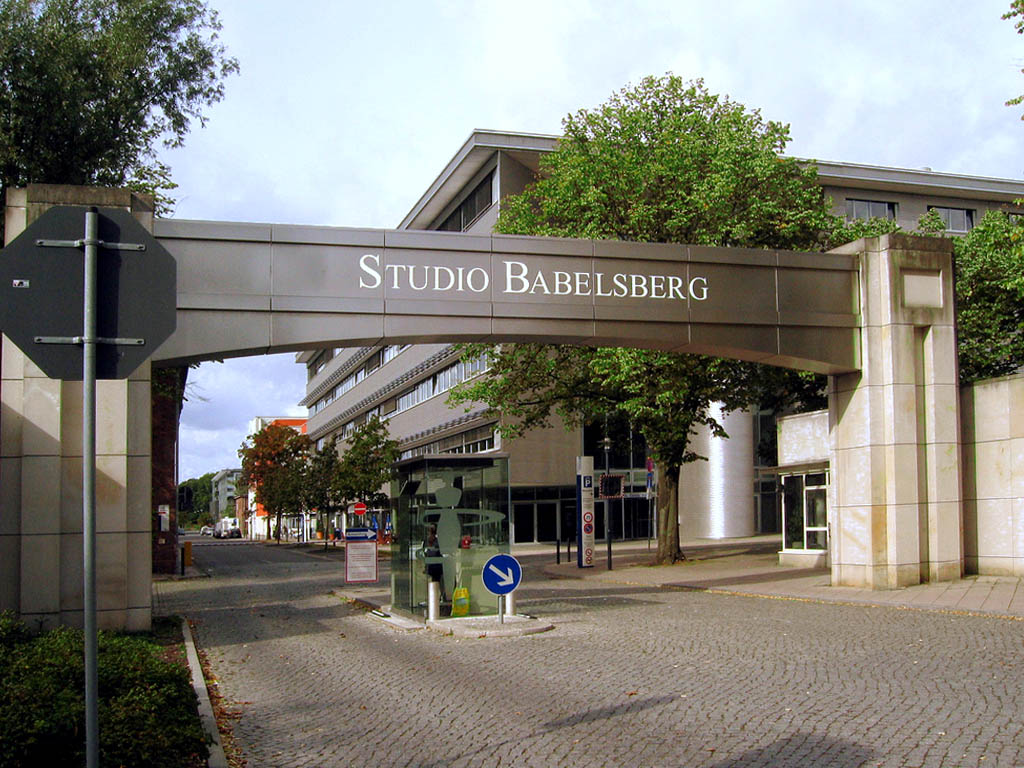
Entrada do Studio Babelsberg, em Potsdam, Alemanha, onde parte do filme foi gravada.

V de Vingança foi filmado em Londres, Reino Unido, e em Potsdam, na Alemanha, no Studio Babelsberg. Grande parte do filme foi rodado em estúdios de som e internos, com o trabalho de localização feito em Berlim para três cenas: o flashback do Fogo Nórdico, Larkhill, e o quarto do Bispo Lilliman. As cenas que aconteceram no metrô de Londres abandonado foram filmadas na estação Aldwych, que está desativada. As filmagens começaram no início de março de 2005 e a fotografia principal oficialmente envolveu-se no início de junho de 2005. V de Vingança foi o último filme filmado pelo diretor de fotografia Adrian Biddle, que morreu de um ataque cardíaco em 7 de dezembro de 2005.
Para filmar a cena final em Westminster, a área de Trafalgar Square e Whitehall até o Parlamento e o Big Ben tiveram que ser fechados por três noites, de meia-noite até as cinco da manhã. Esta foi a primeira vez que a área de segurança sensível (casa do nº 10 de Downing Street e o Ministério da Defesa) chegou a ser fechada para acomodar as filmagens. O filho de Tony Blair, primeiro-ministro à época, Euan, trabalhou na produção do filme e (de acordo com uma entrevista com Stephen Fry), ajudou os cineastas a obterem acesso incomparável para filmar. Isso atraiu críticas para Blair vindas do membro do parlamento David Davis, devido ao conteúdo do filme. No entanto, os cineastas negaram o envolvimento de Euan Blair no negócio, dizendo que o acesso foi adquirido através de nove meses de negociações com catorze diferentes departamentos e agências governamentais britânicas.

### Pós-produção

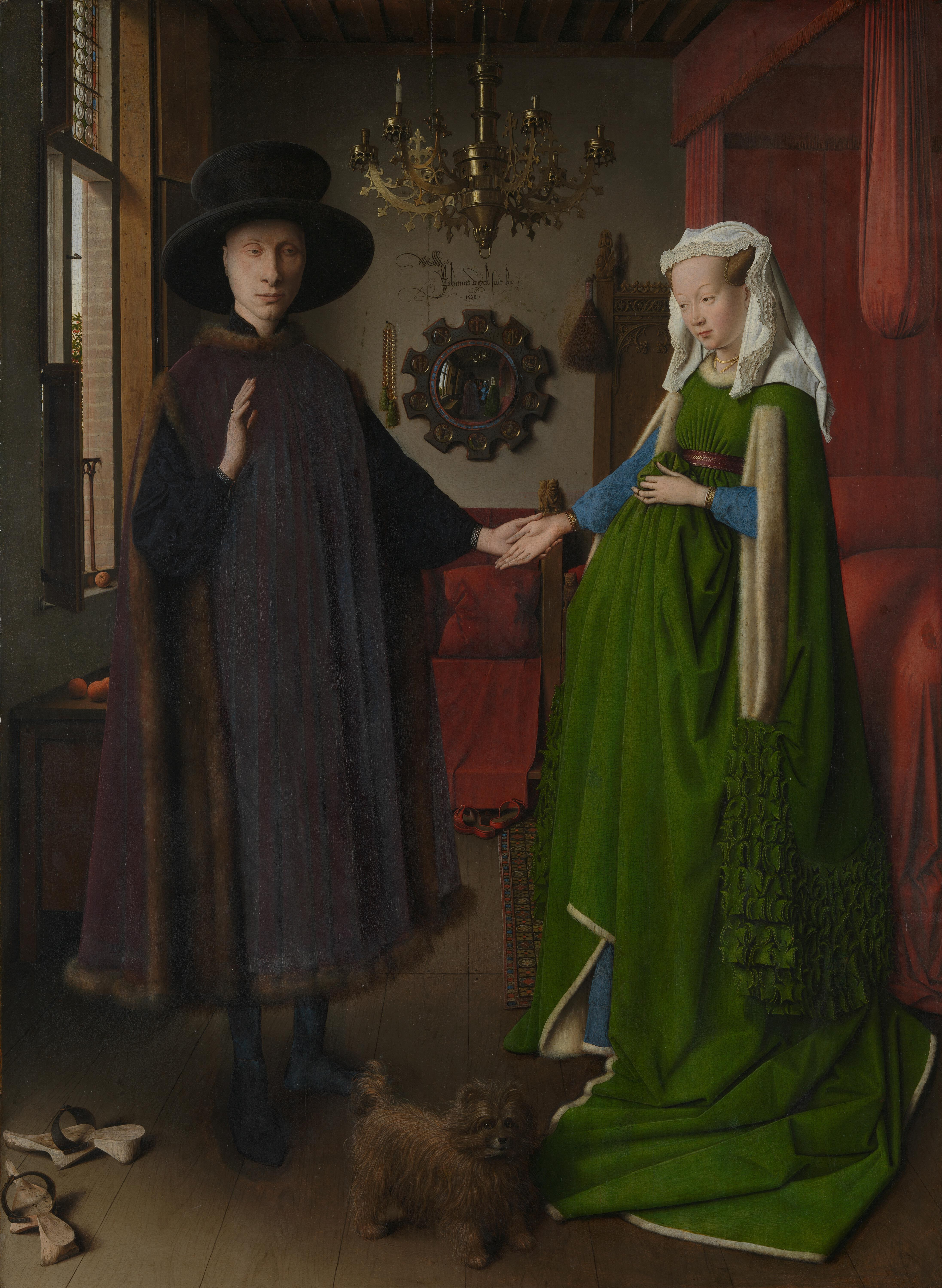
O Casal Arnolfini, de Jan van Eyck, um dos vários quadros recuperados por V dos cofres dos censores do governo.

O filme foi concebido para ser um olhar para um futuro retro, com uso intenso de tons de cinza para dar uma sensação triste e estagnada para a Londres totalitária do filme. O maior conjunto criado para o filme foi a Galeria das Sombras, que foi feita para se parecer com uma cripta. A galeria é a casa de V, assim como o lugar onde ele armazena vários artefatos proibidos pelo governo. Algumas das obras de arte exibidas na galeria incluem o O Casal Arnolfini, de Jan van Eyck, Baco e Ariadne, de Ticiano, um cartaz do filme Alma em Suplício, São Sebastião, de Andrea Mantegna, The Lady of Shalott, de John William Waterhouse e estátuas de Alberto Giacometti. Um dos principais desafios do filme foi trazer o personagem V para a vida sob uma máscara inexpressiva. Assim, um esforço considerável foi feito para reunir iluminação, atuação e a voz de Weaving para criar o clima adequado para a situação. Para evitar que a máscara abafasse a voz de Weaving, um microfone foi colocado no seu cabelo para ajudar a pós-produção, quando todo o seu diálogo fosse regravado.

### Divulgação
O elenco e os cineastas participaram de várias conferências com a imprensa que lhes permitiram abordar questões em torno do filme, incluindo a sua autenticidade, a reação de Alan Moore e sua mensagem política pretendida. O filme foi concebido para ser um ponto de partida de alguns dos temas originais de Moore. Nas palavras de Hugo Weaving: "Alan Moore estava escrevendo sobre algo que aconteceu há algum tempo atrás. Foi uma resposta ao que era viver na Inglaterra de Thatcher... Esta é uma resposta para o mundo em que vivemos hoje. Então eu acho que o filme e os quadrinhos são duas entidades separadas." Em relação ao controverso conteúdo político do filme, os produtores disseram que o filme é destinado a levantar questões e adicionar um debate que já está presente na sociedade, ao invés de fornecer respostas ou dizer aos espectadores o que pensar.

### Lançamento
O filme adota extensas referências da Conspiração da Pólvora de 1605, quado um grupo de conspiradores católicos tentou destruir as Casas do Parlamento, para assim desencadear uma revolução na Inglaterra. O filme foi originalmente programado para ser lançado no fim de semana de 5 de novembro 2005, o 400º aniversário da Conspiração, com o slogan "Lembre-se, lembre-se de 5 de novembro", tirado de uma rima tradicional britânica. No entanto, o ângulo da campanha de marketing perdeu muito do seu valor quando a data de lançamento foi adiada para 17 de março de 2006. Muitos especularam que o atraso foi causado pela explosão do metrô de Londres em 7 de julho e pelo atentado fracassado de 21 de julho. Os produtores negaram, dizendo que os atrasos aconteceram pela necessidade de mais tempo para terminar a produção dos efeitos visuais. V de Vingança teve sua primeira grande estreia no dia 13 de fevereiro, no Festival de Cinema de Berlim. Depois foi aberto para lançamento geral em 17 de março de 2006, em 3.365 cinemas nos Estados Unidos, Reino Unido e outros seis países.

## Recepção

### Comercial
Em dezembro de 2006, V for Vendetta tinha arrecadado 132 511 035 dólares, dos quais 70 511 035 dólares foram arrecadados nos Estados Unidos. O filme liderou as bilheterias norte-americanas em seu dia de estreia, levando cerca de 8 742 504 dólares, e manteve-se em primeiro lugar na bilheterias no restante daquele fim de semana, chegando a arrecadar cerca de 25 642 340 dólares. O rival mais próximo, Failure to Launch, lucrou 15 604 892 dólares. O filme estreou em primeiro lugar nas Filipinas, Singapura, Coreia do Sul, Suécia e Taiwan. V for Vendetta também foi lançado em 56 cinemas IMAX na América do Norte, arrecadando 1,36 milhão de dólares durante os três dias de estreia.

### Crítica
A recepção crítica do filme  foi no geral positiva. Roger Ebert afirmou que  V for Vendetta "quase sempre tem algo acontecendo que é realmente interessante, convidando-nos a descodificar o personagem e o enredo e aplicar a mensagem onde formos." Margaret Pomeranz e David Stratton, do At the Movies, afirmaram que, apesar do problema de nunca ver o rosto de Weaving, houve uma boa atuação e um enredo interessante, acrescentando que o filme também traz preocupação, com cenas que lembram a Alemanha nazista. Harry Guerin, da rede de televisão irlandesa RTÉ, disse que o filme "funciona como um thriller político e um comentário social e de aventura que merece ser visto pelo público que, de outra forma, evitaria qualquer/todos os três." Ele acrescentou que o filme vai se tornar "um cult favorito cuja reputação só será reforçada com a idade."
O filme, no entanto, recebeu algumas críticas negativas. Jonathan Ross, da BBC, criticou o filme ao chamá-lo de "lamentável, um fracasso deprimente" e afirmou que o "elenco de talentos notáveis e familiar, tais como John Hurt e Stephen Rea, têm pouca chance entre os destroços do roteiro sombrio dos irmãos Wachowski e de seus diálogos particularmente pobres." Sean Burns, do Philadelphia Weekly, deu ao filme um "D", criticando o tratamento do filme à sua mensagem política como sendo "bastante fraca, coisa de adolescente", além de expressar seu desagrado com os "sets mal decorados e com a cinematografia de padrão televisivo e sem sombras do falecido Adrian Biddle. O filme é um insulto visual." Sobre o fato de Alan Moore ter retirado o seu nome do projeto, Burns diz que "não é difícil ver o porquê", além de também ter criticado o desempenho da atriz Natalie Portman: "Portman ainda parece acreditar que ficar por aí com a boca aberta constitui um desempenho." Andy Jacobs, da BBC, deu ao filme duas estrelas de cinco, observando que é "um pouco bagunçado ... raramente emociona ou se envolve como uma história."
V for Vendetta recebeu alguns prêmios, apesar de Natalie Portman ter ganho o prêmio de Melhor Atriz no Saturn Awards de 2007. O Rotten Tomatoes deu ao filme um índice de aprovação de 73%. O filme também foi indicado ao Prêmio Hugo de Melhor Apresentação Dramática, em 2007. V foi incluído na lista dos 100 Maiores Personagens de Ficção da Fandomania. A revista Empire classificou o filme como o 418º melhor de todos os tempos.

### Política
V for Vendetta trata de temas como a homossexualidade, a crítica da religião, o totalitarismo, a islamofobia e o terrorismo. Sua história controversa e os temas presentes no enredo têm sido alvo de críticas e elogios de grupos sociopolíticos.
Em 17 de abril de 2006, a New York Metro Alliance of Anarchists organizou um protesto contra a DC Comics e a Time Warner, acusando-as de diluir a mensagem original da história em favor da violência e dos efeitos especiais. David Graeber, um estudioso anarquista e ex-professor da Universidade de Yale não ficou decepcionado com o filme. "Eu achei que a mensagem anarquista saiu, apesar de Hollywood." No entanto, Graeber passou a afirmar: "A anarquia é sobre a criação de comunidades e a tomada de decisão democrática, que é o que está ausente na interpretação de Hollywood."

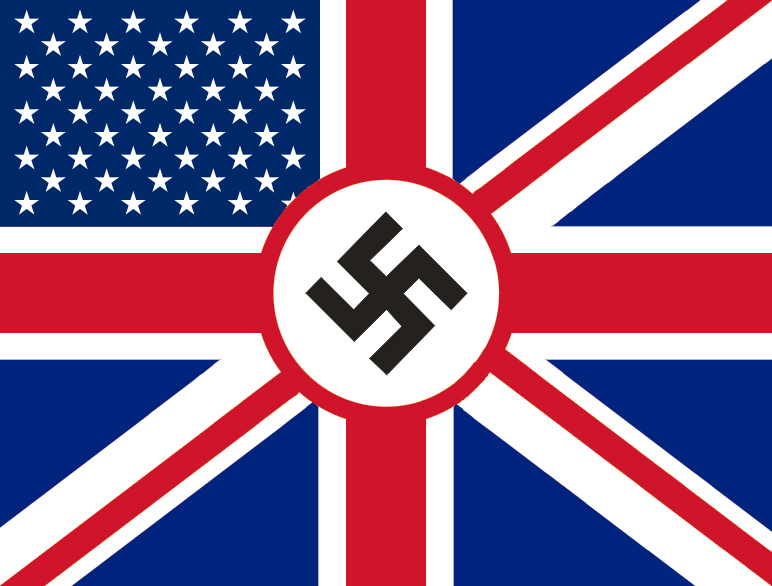
Bandeira encontrada no quarto secreto do personagem Gordon, onde se mesclam as bandeiras norte-americana e britânica com uma suástica nazista no meio.

O crítico de cinema Richard Roeper rejeitou as críticas cristãs de direita ao filme no programa de televisão Ebert e Roeper, dizendo que o rótulo de terrorista é aplicado a V no filme "por alguém que é essencialmente Hitler, um ditador".
Enquanto isso, comentaristas LGBT elogiaram o filme por sua representação positiva dos homossexuais; Michael Jensen chamou o filme de "um dos mais pró-gay da história." O retrato da personagem Valerie em seu papel simbólico como uma vítima da opressão do Estado foi recebido positivamente por muitos críticos LGBT. Jensen também elogiou as cenas de Valerie, "não apenas porque são muito bem atuadas e escritas, mas porque é algo completamente inesperado [em um filme de Hollywood]".
David Walsh, do World Socialist Web Site, critica as ações de V como "antidemocráticas", chamando o filme de um exemplo "da falência da ideologia anarco-terrorista"; Walsh afirma que como as pessoas não desempenharam qualquer papel na revolução, elas seriam incapazes de produzir uma "sociedade nova, liberta".
Argila Duke, o autor dos tiros em uma escola de Panama City, na Flórida, em 2010, teria sido obcecado com o filme. Antes dos tiros e de seu suicídio, Duke pichou um "V" vermelho dentro de um círculo da mesma cor, uma suposta alusão a sua fascinação pelo romance gráfico.
O filme foi transmitido pela estação de televisão nacional da China, a Televisão Central da China (CCTV) em 16 de dezembro de 2012, surpreendendo muitos espectadores. Enquanto muitos acreditavam que o governo chinês havia proibido o filme, a Administração Estatal de Rádio, Cinema e Televisão declarou que não estava ciente da proibição; a CCTV toma suas próprias decisões sobre a possibilidade de censurar filmes estrangeiros. Liu Shanying, cientista político da Academia Chinesa de Ciências Sociais e que costumava trabalhar para CCTV, especulou que a exibição do filme indica que a censura cinematográfica chinesa pode ser afrouxada.

## Diferenças entre o filme e os quadrinhos
A história do filme foi adaptada do romance gráfico V for Vendetta, de Alan Moore, que foi publicado originalmente entre 1982 e 1985 na antologia britânica dos quadrinhos Warrior e depois reeditado e concluído pela DC Comics. Os quadrinhos de Moore foram posteriormente compilados num romance gráfico e publicados novamente nos Estados Unidos sob o selo Vertigo da DC e no Reino Unido pela Titan Books.

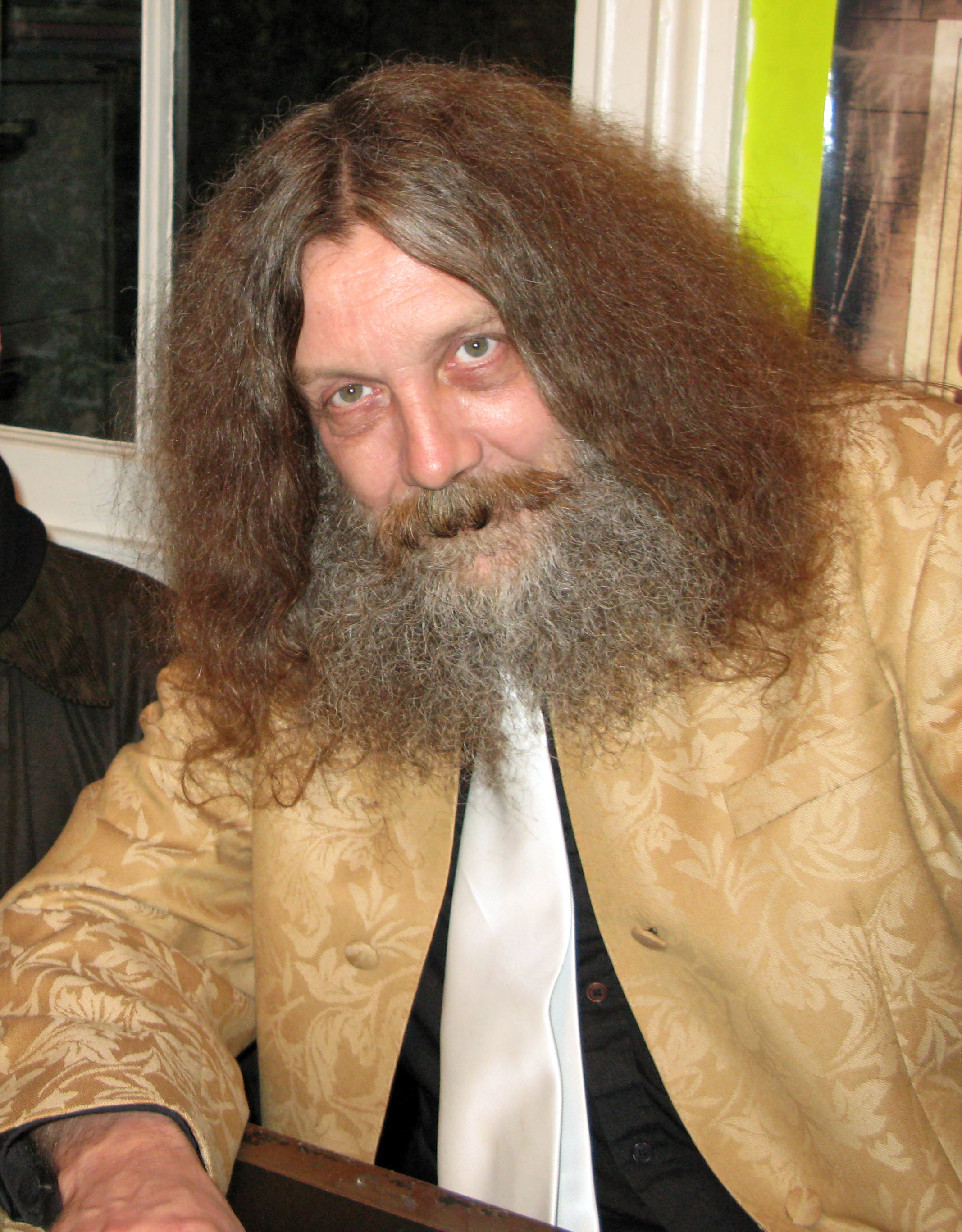
Alan Moore, o autor de V for Vendetta.

Existem várias diferenças fundamentais entre o filme e o material original. Por exemplo, os quadrinhos se passam na década de 1990, enquanto o filme se passa em algum momento entre 2028 e 2038: a história original de Alan Moore foi criada como uma resposta ao thatcherismo britânico no início dos anos 80 e foi definido como um conflito entre um Estado fascista e o anarquismo, enquanto a história do filme foi alterada pelas irmãs Wachowski para caber no contexto político moderno. Alan Moore, no entanto, afirmou que ao fazê-lo, a história se transformou em um conflito norte-americano centrado entre o liberalismo e o neoconservadorismo e abandonou os temas anarco-fascistas da história original. Moore afirma: "Não houve uma menção a anarquia, pelo  tanto que eu pude ver. O fascismo tinha sido completamente debilitado. Quer dizer, eu acho que todas as referências à pureza racial foram retiradas, ao passo que, na verdade, os fascistas são muito relevantes em pureza racial." Além disso, na história original, Moore tentou manter a ambiguidade moral e não retratou os fascistas como caricaturas, mas como personagens realistas, arredondados. As significativas limitações de tempo de um filme, fizeram com que a história omitisse ou agilizasse alguns dos personagens, detalhes e enredos da história original. No romance gráfico original, os fascistas são eleitos legalmente e mantidos no poder pela apatia geral da população, enquanto que o filme introduz o "vírus de Santa Maria", uma arma biológica projetada e lançada pelo partido Fogo Nórdico como um meio de, clandestinamente, tomar o controle do seu próprio país.
Muitos dos personagens do romance gráfico passaram por mudanças significativas na adaptação cinematográfica. V é caracterizado no filme como um romântico combatente da liberdade que demonstra preocupação com a perda de vidas inocentes. Nos quadrinhos, no entanto, ele é retratado como uma pessoa cruel, disposta a matar qualquer um que fique em seu caminho. A transformação de Evey Hammond como a protegida de V também é muito mais drástica no romance do que no filme. No início do filme, ela já é uma mulher confiante, com uma pitada de rebeldia; nos quadrinhos ela começa como uma jovem desesperada e insegura que foi forçada à prostituição. A relação de V e Evey, embora não seja tão óbvia nos quadrinhos, termina no filme com promessas de amor. No final do romance gráfico, ela não só realiza os planos de V, assim como ela faz no filme, como também claramente assume a identidade dele. No filme, o inspetor Finch simpatiza com V, mas no romance gráfico, ele está determinado a pará-lo, ao ponto de tomar LSD para conseguir alcançar o estado de espírito de um criminoso. Gordon, um personagem muito menor em ambas as adaptações, também é drasticamente alterado. No romance, Gordon é um pequeno criminoso que leva Evey em sua casa depois que V a abandona na rua. Os dois compartilham um breve romance antes de Gordon ser morto por uma gangue escocesa. No filme, no entanto, Gordon é um colega de trabalho bem-educado de Evey, que posteriormente revela-se homossexual. Ele é morto pelos Homens-Dedo depois de tornar seu programa de TV uma ferramenta de paródia política e é cobrado publicamente por manter um antigo exemplar do alcorão em sua casa.

## Divulgação

### Home media
O filme V de Vingança foi lançado em DVD nos Estados Unidos em 1 de agosto de 2006 em três formatos: uma versão em wide-screen, uma versão em full-screen e uma edição especial dupla em wide-screen. As vendas de DVDs foram bem sucedidas, vendendo 1 412 865 unidades de DVD na primeira semana de lançamento, que traduziu-se em 27 683 818 dólares em receitas. Até o final de 2006, 3 086 073 unidades de DVD tinham sido vendidas, que superaram um pouco o seu custo de produção, de 58 342 597 de dólares. As versões com apenas um DVD contém um breve (15:56) making-of intitulado "Liberdade! Para sempre! Fazendo V de Vingança" e o trailer do filme, enquanto a edição especial com dois discos contém três documentários adicionais e vários recursos extras para colecionadores. No segundo disco da edição especial, um clipe curto de easter egg com Natalie Portman no programa Saturday Night Live podem ser visualizado selecionando uma imagem de asas na segunda página do menu. O filme também foi lançado no formato de alta definição HD DVD. A Warner Bros depois lançou o filme em blu-ray em 20 de maio de 2008. O filme também foi lançado em formato UMD PSP pela Sony.

### Trilha sonora
A trilha sonora de V de Vingança foi lançada pela Astralwerks em 21 de março de 2006. As partituras originais do compositor do filme, Dario Marianelli, compõem a maioria das faixas do álbum. A trilha sonora também conta com três vocais jogados durante o filme:. "Cry Me a River", de Julie London, um cover da música do The Velvet Underground, "I Found a Reason", de Cat Power, e "Bird Girl", de Antony and the Johnsons. Como mencionado no filme, essas músicas são amostras das 872 músicas contidas na lista negra sobre a jukebox Wurlitzer de V e que ele recuperou do Ministério de Materiais Censuráveis. O clímax da Abertura 1812, de Tchaikovsky, aparece no final da trilha sonora em "Facas e Balas (e Canhões também)". O final da Abertura é usado em partes fundamentais da história, no início e no final do filme.
Três músicas foram tocadas durante os créditos finais, mas que não foram incluídas na trilha sonora V de Vingança. A primeira foi "Street Fighting Man", dos Rolling Stones. A segunda foi uma versão especial de "BKAB", de Ethan Stoller. De acordo com o tom revolucionário do filme, trechos de "On Black Power", do líder nacionalista negro Malcolm X, e de "Address to the Women of America", da escritora feminista Gloria Steinem, foram adicionados à música. Gloria Steinem pode ser ouvida dizendo: "Essa não é uma reforma simples ... É realmente uma revolução. Sexo e raça, por serem diferenças fáceis e visíveis, têm sido as principais formas de organização de seres humanos em grupos superiores e inferiores e na mão de obra barata da qual este sistema ainda depende. " A última música foi "Out of Sight", da banda Spiritualized.

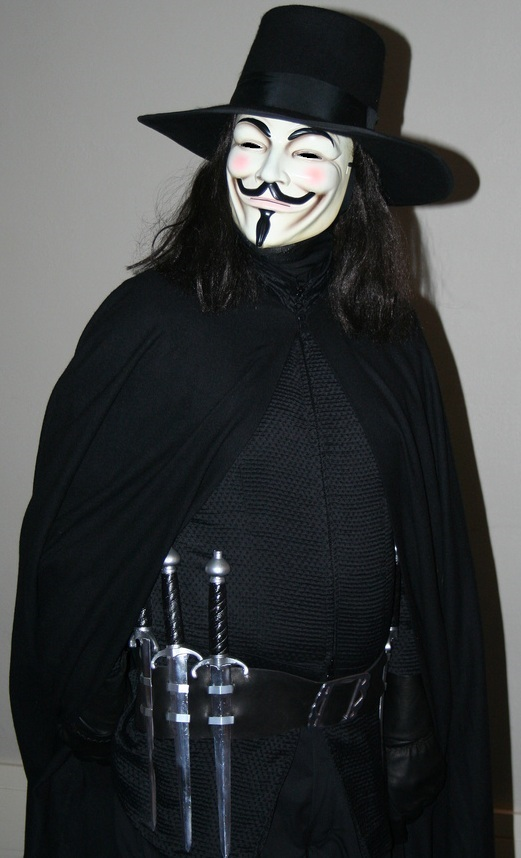
Fantasia do personagem V

Também foram adicionadas ao filme trechos de duas canções de Antônio Carlos Jobim e que são clássicos da Bossa Nova: "Garota de Ipanema" e "Corcovado". Essas músicas foram tocadas durante as cenas em que V e Deitrich preparam o  café da manhã e foram uma das formas usadas para conectar os dois personagens. A Sinfonia nº 5, de Beethoven, também desempenha um papel importante no filme, com as quatro primeiras notas do primeiro movimento, significando a letra "V" em código Morse.

### Livros
O romance gráfico original de Moore e Lloyd foi relançado como uma coleção de capa dura, em outubro de 2005, para coincidir com a data original do lançamento do filme, em 5 de novembro de 2005. O filme renovou o interesse pela história original de Alan Moore e as vendas dos quadrinhos originais aumentaram dramaticamente nos Estados Unidos.
A novelização do filme, escrito por Steve Moore e com base no roteiro das irmãs Wachowski, foi publicado pela Pocket Star em 31 de janeiro de 2006. Spencer Lamm, que já trabalhou com as irmãs Wachowski, criou um livro "behind-the-scenes". Intitulado V for Vendetta: From Script to Film, que foi publicado pela Universo em 22 de agosto de 2006.

### Outros
Além dos itens promocionais criados para divulgar o filme (que incluiu uma bolsa e um busto de "V" com a máscara de Guy Fawkes), foram lançadas réplicas da máscara e action figures. Números divulgados pela National Entertainment Collectibles Association (NECA) incluem uma action figure de 30 cm que fala frases do filme, uma estátua de resina de 12 polegadas e uma figura de 17 cm.
Trajes semioficiais de V foram criados para o Dia das Bruxas, que vão desde o traje completo com a capa, o chapéu, a máscara e o cinto de espadas, até várias características individuais do personagem, como luvas, chapéu, máscara, cabelo e punhais. Todos estão disponíveis separadamente ou em combinações.